# Koos van der Knaap
Jacobus Jozef (Koos) van der Knaap (Naaldwijk, 22 oktober 1950) is een Nederlands acteur.
Van der Knaap speelde vele jaren bijrollen in diverse televisieseries en speelfilms. Landelijke bekendheid verkreeg hij door zijn rol in Toen was geluk heel gewoon als Karel van Dam, de buschauffeur bij de RET die zeven kinderen heeft en lid is van de CPN en collega en kegelvriend van hoofdrolspeler Jaap Kooiman (gespeeld door Gerard Cox).

## Filmografie

### Televisieseries
- Zeg 'ns Aaa - Juwelier Koekoek - (1991)
- Goede tijden, Slechte tijden - Politieagent Wim - (1991 - 1993)
- Medisch Centrum West - Mijnheer van Delft - (1992)
- Zonder Ernst - Verhuizer - (1992 - 1996)
- Niemand de deur uit! - Politieagent - (1992 - 1993)
- Bureau Kruislaan - Leenders - (1993)
- Oppassen!!! - Politieagent - (1993)
- We zijn weer thuis - Boer/Dries de Jonge - (1994)
- De victorie - 'Rol onbekend' - (1994)
- SamSam - Dr. Frits Steinbree - (1994)
- Toen was geluk heel gewoon - Karel van Dam - (1994 - 2009)
- Vrouwenvleugel - Vriend Trip - (1995)
- Het zonnetje in huis - Politieagent - (1995 - 1996)
- Combat - Sergeant Administrateur - (1998)
- Met één been in het graf - Herman Schuit - (2006)

### Films
- Amsterdamned - Man in bootje - (1988)
- Ja Zuster, Nee Zuster - Griffier - (2002)
- Radeloos - Conciërge St. Michiels - (2008)
- Toen was geluk heel gewoon - Karel van Dam - (2014)
- Jelger de Goochelaar en de sprookjestunnel - De Mopperaar - (2017)

### Tekenfilms als stemacteur
- De avonturen van Tom Sawyer - Arthur - (1980)
- Boes - Saffie/Shampoo - (1988)
- Alfred J. Kwak - Stemrol onbekend - (1991)
- Saban's Adventures of the Little Mermaid - Prins Justin - (1991)
- Darkwing Duck - Megavolt -  (1991 - 1992)
- Argaï - Hugsley Barns/Broeder Gregory - (2000)
- Bamboe Beren - Twee - (1995-1996)
- Simsala Grimm - Verschillende personages - (2000-2002)
- Pippi Langkous - Kermisdirecteur - (2003)